# Meridiano 93 oeste
El Meridiano 93° oeste de Greenwich es una línea de longitud que se extiende del Polo Norte atravesando el Océano Ártico, América del Norte, el Golfo de México, América Central, el Océano Pacífico, el Océano Antártico y desde la Antártida hasta el Polo Sur.
El Meridiano 93 oeste forma un gran círculo con el Meridiano 87 este

## De Polo Norte a Polo Sur
Comenzando desde el Polo Norte y en dirección hacia el Polo Sur, el meridiano 93 oeste pasa a través de:
| Coordenadas                                                       | País, territorio o mar | Notas |
| ----------------------------------------------------------------- | ---------------------- | --- |
| 90°0′N 93°0′O / 90.000, -93.000                                   | Océano ártico          | |
| 81°20′N 93°0′O / 81.333, -93.000                                  | Canadá                 | Nunavut — Isla Axel Heiberg |
| 78°36′N 93°0′O / 78.600, -93.000                                  | Bahía noruega          | Pasando al este justo de la Isla Cornwall, Nunavut, Canadá 77°39′N 93°4′O / 77.650, -93.067 77°39′N 93°4′O / 77.650, -93.067 ) |
| 76°37′N 93°0′O / 76.617, -93.000                                  | Canadá                 | Nunavut —Isla Devon |
| 76°16′N 93°0′O / 76.267, -93.000                                  | Canal de Wellington    | |
| 74°40′N 93°0′O / 74.667, -93.000                                  | Canal de Parry         | Estrecho de Barrow |
| 74°9′N 93°0′O / 74.150, -93.000                                   | Canadá                 | Nunavut — Isla Somerset |
| 72°46′N 93°0′O / 72.767, -93.000                                  | Golfo de Boothia       | |
| 71°22′N 93°0′O / 71.367, -93.000                                  | Canadá                 | Nunavut |
| 62°4′N 93°0′O / 62.067, -93.000                                   | Bahía de Hudson        | |
| 58°20′N 93°0′O / 58.333, -93.000                                  | Canadá                 | Manitoba Ontario —54°13′N 93°0′O / 54.217, -93.000 54°13′N 93°0′O / 54.217, -93.000 54°13′N 93°0′O / 54.217, -93.000 |
| 48°27′N 93°0′O / 48.450, -93.000                                  | Estados Unidos         | Minnesota, pasando a través de Saint Paul —( 44°57′N 93°0′W ) Iowa — (43°30′N 93°0′W) Misuri — (43°30′N 93°0′O / 43.500, -93.000 40°35′N 93°0′O / 40.583, -93.000) 40°35′N 93°0′O / 40.583, -93.000 Arkansas—(36°30′N 93°0′O / 36.500, -93.000 36°30′N 93°0′O / 36.500, -93.000 ) Luisiana — (33°1′N 93°0′O / 33.017, -93.000 44°57′N 93°0′O / 44.950, -93.000) |
| 29°43′N 93°0′O / 29.717, -93.000                                  | Golfo de México        | |
| 18°26′N 93°0′O / 18.433, -93.000                                  | México                 | Tabasco Chiapas — (17°33′N 93°0′O / 17.550, -93.000 17°33′N 93°0′O / 17.550, -93.000 |
| 15°17′N 93°0′O / 15.283, -93.000                                  | Océano Pacífico        | |
| 60°0′S 93°0′O / -60.000, -93.000 60°0′S 93°0′O / -60.000, -93.000 | Océano Antártico       | |
| 72°30′S 93°0′O / -72.500, -93.000                                 | Antártida              | Territorio no reclamado |